# Mont-Cenis (masyw)
Masyw Mont-Cenis – umowna nazwa fragmentu głównego grzbietu wododziałowego Alp wokół przełęczy Mont-Cenis, na pograniczu Alp Graickich (na północy) i Alp Kotyjskich (na południu).
Przez masyw przebiega granica francusko-włoska. Jej przebieg po zakończeniu II wojny światowej został określony traktatem pokojowym podpisanym w Paryżu 10 lutego 1947 r. Na podstawie układu francusko-włoskiego z dn. 8 lipca 1948 r. Francja zwróciła Włochom 16,2 km² terenu w otoczeniu przełęczy, istotnych z punktu widzenia hydroenergetycznego.
Przez przełęcz Mont-Cenis biegnie droga jezdna z Lanslebourg-Mont-Cenis w dolinie rzeki Arc (region Haute-Maurienne, na północy, po stronie francuskiej) do Susy w dolinie rzeki Dora Riparia (na południu, po stronie włoskiej).
Teren wokół przełęczy tworzy rozległe plateau, nachylone łagodnie ku południowemu wschodowi (w stronę włoską). Znaczną część plateau zajmuje zaporowe jezioro Mont-Cenis.
Na plateau Mont-Cenis w odległości ok. 3 km od jeziora, u stóp skalistych szczytów Dents d'Ambin, znajduje się schronisko turystyczne Refuge du Petit Mont-Cenis (2110 m n.p.m., 60 miejsc noclegowych, czynne od połowy czerwca do połowy września). Jest ono dostępne również konno, na rowerze, a nawet samochodem z drogi na przełęczy Mont-Cenis.
W zachodniej części masywu, w rejonie przełęczy Fréjus (2542 m n.p.m.) i szczytu Pointe de Fréjus (2932 m n.p.m.) między francuską Modane a włoską Bardonecchia przebito dwa tunele: tunel kolejowy Fréjus (1871, zwany czasem tunelem kolejowym Mont-Cenis) i tunel drogowy Fréjus (1980).